# Taff
Il Taff (in gallese Taf, IPA [ˈtaːv]) è un fiume del Regno Unito.
Scorre interamente in Galles ed è formato dall'unione di due corsi d'acqua di portata inferiore, il Taf Fechan e il Taf Fawr, a Merthyr Tydfil.
Termina il suo corso dopo 64 km a Cardiff, sfociando nel canale di Bristol.
Il fiume è caratterizzato dalla presenza nelle sue acque di numerosi pesci migratori, inclusi salmoni, trote e anguille.

## Foce del Taff
Il corso naturale del fiume fu modificato durante il XIX secolo a Cardiff: dal Castello di Cardiff, ora segue un letto artificiale ad ovest di dove scorreva in origine. Seguendo un percorso attraverso Bute Park, passa il Cardiff Arms Park fino a giungere a Cardiff Bay, un lago artificiale dovuto alla costruzione di uno sbarramento, per sfociare nell'estuario del Severn.